# Sint-Ulrikskerk (Sint-Ulriks-Kapelle)

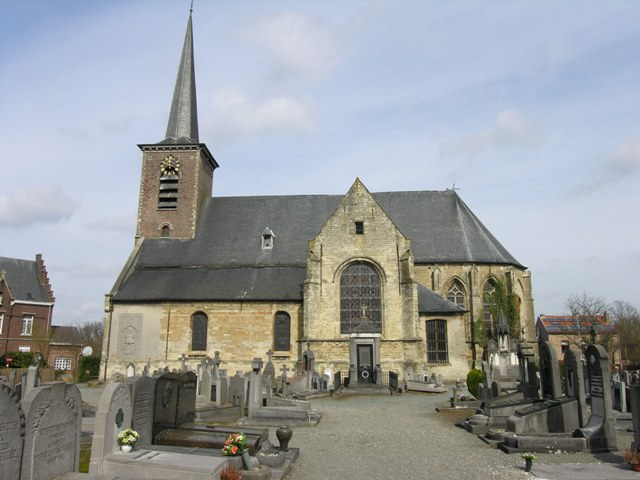
Sint-Ulrikskerk

De Sint-Ulrikskerk is de parochiekerk van de tot de Vlaams-Brabantse gemeente Dilbeek behorende plaats Sint-Ulriks-Kapelle, gelegen aan de Sint-Ulriksstraat.

## Geschiedenis
In de 11e eeuw was er sprake van een Sint-Ulrikskapel die afhankelijk was van de parochie van Asse. Al in de 12e eeuw werd Sint-Ulriks-Kapelle een zelfstandige parochie. Midden 13e eeuw zou er een kerk gebouwd zijn. Omstreeks 1618 werden koor en schip vernieuwd. De Abdij van Affligem bezat het patronaatsrecht en later ging dit over op de Sint-Wivina-abdij te Groot-Bijgaarden, dat een dochterabdij was van Affligem.
In 1724 werd de westgevel vernieuwd en in 1819 of later werd de vieringtoren vervangen door een westtoren waarbij ook de westgevel gewijzigd werd.
De kerk wordt omringd door een kerkhof.

## Gebouw
Het betreft een voornamelijk laatgotische driebeukige kruiskerk die gebouwd is in witte zandsteen en wel Lediaanse steen en steen uit Gobertange. De 19e-eeuwse ingebouwde toren en de westgevel zijn in baksteen uitgevoerd.
De zuidgevel is opgetrokken in witte zandsteen en de noordgevel in baksteen met witte natuurstenen speklagen.
In de muren zijn enkele 17e-eeuwse grafstenen ingemetseld.

## Interieur
Het hoofdaltaar en de zijaltaren zijn van omstreeks 1700. Boven het hoofdaltaar hangt een schilderij door Gaspar de Crayer. De preekstoel is uit de 1e helft van de 17e eeuw. Er is een 18e-eeuwse biechtstoel en een 17e-eeuws doopvont, uitgevoerd in arduin.